# خواكيم ويبر
خواكيم ويبر (بالألمانية: Joachim Weber)‏ (3 يوليو 1951 - ) هو لاعب كرة قدم ألماني يلعب كمهاجم.
بدأ ويبر مسيرته في عام 1970 في آينتراخت فرانكفورت. في عام 1971 انتقل إلى نادي دارمشتات 98 في  الدوري الثاني Regionalliga وأصبح هناك ظهير أيمن.

## وصلات خارجية
- خواكيم ويبر على موقع قاعدة بيانات كرة القدم.إي يو (الإنجليزية)
- خواكيم ويبر على موقع بيانات كرة القدم. دي إي (الألمانية)